# Чарочник грушоподібний
{{#ifeq:0|0|{{#if:Physcomitrium pyriforme|{{#if:|[[]}}|[[]]}}}}
Чарочник грушоподібний (Physcomitrium pyriforme) — вид мохів порядку скрученіжкальних (Funariales).

## Поширення
Батьківщиною є Європа, Північна Америка, Азія.
Населяє вологий ґрунт у порушених місцях; від низьких до високих висот.

## Характеристика
Рослини світло-зелені чи жовтувато-зелені. Стебла 0.2–15(25) см. Листки від оберненояйцеподібних до яйцевидно-ланцетних, дистальні листки 2–5 мм; краї зубчасті, іноді майже гладкі дистально. Спеціалізоване нестатеве розмноження відсутнє. Коробочкова ніжка (1)6–15(30) мм. Коробочка 1–3 мм, кулясто-грушоподібна в молодому віці, сильно змінюється за формою в старому віці, від урноподібної до грушоподібної. Спори (24)46–60(90) мкм. Коробочки дозрівають пізно восени — навесні.